# Біттерн-Лейк
Біттерн-Лейк (англ. Bittern Lake) — село в Канаді, у провінції Альберта, у складі муніципального району Кемроуз.

## Населення
За даними перепису 2016 року, село нараховувало 220 осіб, показавши скорочення на 1,8%, порівняно з 2011-м роком. Середня густина населення становила 33,5 осіб/км².
З офіційних мов обидвома одночасно володіли 5 жителів, тільки англійською — 220. Усього 5 осіб вважали рідною мовою не одну з офіційних, з них 5 — українську.
Працездатне населення становило 105 осіб (63,6% усього населення), рівень безробіття — 14,3% (16,7% серед чоловіків та 0% серед жінок). 95,2% осіб були найманими працівниками, а 0% — самозайнятими.
Середній дохід на особу становив $12 013 (медіана $12 002), при цьому для чоловіків — $12 013, а для жінок $12 013 (медіани — $12 002 та $12 002 відповідно).
39,4% мешканців мали закінчену шкільну освіту, не мали закінченої шкільної освіти — 21,2%, 39,4% мали післяшкільну освіту0.
| Статево-вікова структура населення | Статево-вікова структура населення | Статево-вікова структура населення | Статево-вікова структура населення | Статево-вікова структура населення |
| ---------------------------------- | ---------------------------------- | ---------------------------------- | ---------------------------------- | ---------------------------------- |
|                                    |                                    |                                    |                                    |                                    |
| Всього                             | Всього                             | 52,3%47,7%                         |                                    |                                    |
| 0 — 14 років                       | 0 — 14 років                       |                                    | 18,2%                              | 18,2%                              |
| 15 — 64 років                      | 15 — 64 років                      |                                    | 70,5%                              | 70,5%                              |
| 65 і більше                        | 65 і більше                        |                                    | 11,4%                              | 11,4%                              |
| Середній вік (років)               | Середній вік (років)               | 39,839,7                           | 39,7                               | 39,7                               |
| Медіана (років)                    | Медіана (років)                    | 40,0                               | 40,0                               | 40,0                               |
| — чоловіки — жінки                 |                                    |                                    |                                    |                                    |

| Походження мешканців:     | Походження мешканців:     | Походження мешканців: | Походження мешканців: | Походження мешканців: |
| ------------------------- | ------------------------- | --------------------- | --------------------- | --------------------- |
| Походження                |                           |                       | осіб                  | %                     |
| Корінні американці        | Корінні американці        |                       | 15                    | 6.82%                 |
| Інше північноамериканське | Інше північноамериканське |                       | 55                    | 25%                   |
| Європейське               | Європейське               |                       | 155                   | 70.45%                |
| британське                | британське                |                       | 105                   | 47.73%                |
| французьке                | французьке                |                       | 35                    | 15.91%                |
| українське                | українське                |                       | 15                    | 6.82%                 |

| Зайнятість населення за галузями (за класифікацією NOC): | Зайнятість населення за галузями (за класифікацією NOC): | Зайнятість населення за галузями (за класифікацією NOC): | Зайнятість населення за галузями (за класифікацією NOC): | Зайнятість населення за галузями (за класифікацією NOC): |
| -------------------------------------------------------- | -------------------------------------------------------- | -------------------------------------------------------- | -------------------------------------------------------- | -------------------------------------------------------- |
|                                                          |                                                          |                                                          |                                                          |                                                          |
| Управління                                               | Управління                                               |                                                          | 20%                                                      | 20%                                                      |
| Бізнес, фінанси та адміністрування                       | Бізнес, фінанси та адміністрування                       |                                                          | 20%                                                      | 20%                                                      |
| Охорона здоров'я                                         | Охорона здоров'я                                         |                                                          | 10%                                                      | 10%                                                      |
| Гуртова торгівля, транспорт та обладнання                | Гуртова торгівля, транспорт та обладнання                |                                                          | 40%                                                      | 40%                                                      |
| Природні ресурси, сільське господарство                  | Природні ресурси, сільське господарство                  |                                                          | 10%                                                      | 10%                                                      |
| Виробництво                                              | Виробництво                                              |                                                          | 10%                                                      | 10%                                                      |

## Клімат
Середня річна температура становить 2,6°C, середня максимальна – 21,2°C, а середня мінімальна – -19,9°C. Середня річна кількість опадів – 470 мм.
| Клімат поселення                              | Клімат поселення | Клімат поселення | Клімат поселення | Клімат поселення | Клімат поселення | Клімат поселення | Клімат поселення | Клімат поселення | Клімат поселення | Клімат поселення | Клімат поселення | Клімат поселення | Клімат поселення |
| Показник                                      | Січ.             | Лют.             | Бер.             | Квіт.            | Трав.            | Черв.            | Лип.             | Серп.            | Вер.             | Жовт.            | Лист.            | Груд.            |                  |
| Середній максимум, °C                         | −7,61            | −4,38            | 1,16             | 9,94             | 16,23            | 20,49            | 21,18            | 20,42            | 15,17            | 9,52             | −0,08            | −6,57            |                  |
| Середня температура, °C                       | −13,72           | −10,49           | −4,97            | 3,81             | 10,10            | 14,36            | 16,50            | 15,76            | 10,49            | 4,83             | −4,76            | −11,24           |                  |
| Середній мінімум, °C                          | −19,85           | −16,62           | −11,09           | −2,31            | 3,98             | 8,24             | 11,82            | 11,07            | 5,82             | 0,15             | −9,44            | −15,93           |                  |
| Норма опадів, мм                              | 23               | 15               | 22               | 28               | 48               | 78               | 95               | 61               | 44               | 21               | 18               | 17               |                  |
| Середньомісячна швидкість вітру, м/с          | 3.30             | 3.30             | 3.42             | 3.72             | 3.80             | 3.42             | 3.19             | 3.00             | 3.20             | 3.40             | 3.43             | 3.40             |                  |
| Середньомісячна сонячна радіація, кДж/м²·день | 3650             | 7258             | 12377            | 17334            | 20714            | 21985            | 22424            | 18846            | 12881            | 7670             | 3890             | 2674             |                  |
| --------------------------------------------- | ---------------- | ---------------- | ---------------- | ---------------- | ---------------- | ---------------- | ---------------- | ---------------- | ---------------- | ---------------- | ---------------- | ---------------- | ---------------- |
| Джерело:                                      |                  |                  |                  |                  |                  |                  |                  |                  |                  |                  |                  |                  |                  |